# أمين يوسف غراب
أمين يوسف غراب (31 مارس 1912 - 27 ديسمبر 1970). أديب وصحفي مصري مشهور له العديد من المؤلفات القصصية والروائية، كما أسهم في تحرير العديد من الصحف المصرية وكتب في بعض الصحف العربية.

## عن حياته
ولد في قرية محلة مالك، مركز دسوق بمحافظة كفر الشيخ، ثم انتقلت أسرته إلى دمنهور وهو في سن مبكرة، ومن هنا كانت النشأة ثم العمل في دمنهور فيما بعد. لم يدخل أمين يوسف غراب المدارس قط، ولم يتعلم تعليما منظما في حياته، كما إنه لم يقرأ حرفا واحدا حتى بلغ السابعة عشر من عمره على الرغم من نشأته في أسرة ثرية. ثم بدأ في الاطلاع والمعرفة وكان يقرأ كل ما يقع تحت يده من أدب عربي وأدب غربي مترجم وبعد هذه القراءات بدأ في كتابة القصص والروايات ومن مؤلفاته «الأبواب المغلقـة» - «يوم الثلاثـاء» - «آثار على الشفـاه» - «شباب امرأة» والتي تم تحويلها إلى فيلم سينمائي من بطولة: «تحية كاريوكا» و«شكري سرحان».

## أعماله

### من أعمالة القصصية
- الضباب
- نساء في حياتى
- امرأة العزيز
- يحدث في الليل فقط
- هذا النوع من النساء
- ست البنات
- سنوات الحب
- الأبواب المغلقة
- ثم لا شئ
- الساعة تدق العاشرة

### الأفلام
- 1947: الأب
- 1954: قرية العشاق
- 1955: رنة الخلخال
- 1955: دعوني أعيش
- 1955: جريمة حب
- 1955: بحر الغرام
- 1956: شباب امرأة
- 1957: علموني الحب
- 1957: أنا وقلبي
- 1959: نساء محرمات
- 1960: وعاد الحب
- 1960: نساء وذئاب
- 1960: خلخال حبيبي
- 1961: ست البنات
- 1961: السفيرة عزيزة
- 1963: سنوات الحب
- 1963: حب لا أنساه
- 1965: الثلاثه يحبونها
- 1967: الليالى الطويلة
- 1970: أشياء لا تشترى
- 1974: الساعة تدق العاشرة

### المسلسلات
- 1964: جواز البنات
- 1966: الأبواب المغلقة
- 1970: للأزواج فقط
- 1982 غدا يوم اخر

### المسرحيات
- ست البنات
- 1966: شباب امرأة

## جوائز
حصل على جائزة الدولة التقديرية في القصة القصيرة عام 1964.

## وفاته
توفي في في 27 ديسمبر عام 1970 عن عمر يناهز 58 عاما، إثر تعرضه لنزلة برد حاد، نتج عنها نزيف قاس أودى بحياته.

## روابط خارجية
- أمين يوسف غراب على موقع أرشيف الشارخ.
- أمين يوسف غراب على موقع قاعدة بيانات الأفلام العربية